# Хижъярви
Хижъярви — озеро на территории Сосновецкого сельского поселения Беломорского района и Чернопорожского сельского поселения Сегежского района Республики Карелии.

## Общие сведения
Площадь озера — 7,1 км², площадь водосборного бассейна — 48,1 км². Располагается на высоте 129,4 метров над уровнем моря.
Форма озера продолговатая: оно вытянуто с севера на юг. Берега изрезанные, каменисто-песчаные, местами заболоченные.
Из северной оконечности озера берёт начало река Рува, протекающая через озеро Компаковское (с притоком из озера Кибохайни) и впадающая в реку Куженгу, впадающую, в свою очередь, в озеро Берёзовое. Последнее соединяется короткой протокой с озером Тунгудским, через которое протекает река Тунгуда, впадающая в реку Нижний Выг.
В озере расположено не менее шести безымянных островов различной площади.
К югу от озера проходит просёлочная дорога, идущая из посёлка Пертозера, к которому подходит дорога местного значения 86К-317 («Подъезд к п. Пертозеро»).
Код объекта в государственном водном реестре — 02020001311102000008630.